# Olszewiec (województwo mazowieckie)
Olszewiec – wieś w Polsce położona w województwie mazowieckim, w powiecie przasnyskim, w gminie Czernice Borowe. Ma status sołectwa.
Wierni Kościoła rzymskokatolickiego należą do parafii św. Jana Chrzciciela w Węgrze.
W latach 1975–1998 miejscowość położona była w województwie ciechanowskim.
Przez miejscowość przepływa Węgierka, dopływ Orzyca.